# Michael Nava
Michael Nava (* 16. September 1954 in Stockton, CA, USA) ist ein US-amerikanischer Rechtsanwalt und Schriftsteller.

## Leben und Werk
Nava wurde in der Großstadt Stockton im San Joaquin County in der Nähe von San Francisco geboren und wuchs in Sacramento auf. Im Jahr 1981 erhielt er seinen Abschluss als Rechtsanwalt an der Stanford-Universität, wo er bereits im Jahr zuvor seinen Lebensgefährten Bill Weinberger kennenlernte. Die beiden führten zunächst eine gemeinsame Kanzlei in Palo Alto, bis sie ihren Sitz 1984 nach Los Angeles verlegten.
1986 veröffentlichte er seinen ersten Roman unter dem Titel The little death (deutsch: Der kleine Tod). Nach sieben Bänden war der Romanzyklus um den schwulen Anwalt Henry Rios im Jahr 2001 abgeschlossen. Nava praktiziert seit 1995 in San Francisco. Dort ist er nicht nur als Rechtsanwalt tätig, sondern kämpft auch öffentlich für die Anerkennung und Gleichberechtigung Homosexueller in den USA.
Für fünf seiner Romane erhielt Nava den Lambda Literary Award:
- 1989 für Goldenboy in den Kategorien Gay men’s Mystery / Science Fiction und Gay men’s Small Press Book Award
- 1991 für Howtown in der Kategorie Gay men’s mystery
- 1993 für The Hidden Law in der Kategorie Gay men’s mystery
- 1997 für Death of Friends in der Kategorie Gay men’s mystery
- 2002 für Rag and Bone in der Kategorie Gay men’s mystery

Viele seiner Romane wurden ins Deutsche übersetzt und erschienen im Hamburger Argument Verlag.

## Werke

### Romane
- Henry Rios
  - Band 1: The little death. 1986 (deutsch: Der kleine Tod. 1994, ISBN 3-88619-901-0)
  - Band 2: Goldenboy. 1988 (deutsch: Goldjunge. 1995, ISBN 3-88619-903-7)
  - Band 3: How Town. 1990 (deutsch: Stadt der Ehre; 1. Auflage: In einer Stadt so nett. 1996, ISBN 3-88619-911-8)
  - Band 4: The hidden law. 1992 (deutsch: Das innere Gesetz. 1997, ISBN 3-88619-918-5)
  - Band 5: The death of friends. 1996 (deutsch: Todes Nähe. 1998, ISBN 3-88619-930-4)
  - Band 6: The burning plain. 1997 (deutsch: Verbrannte Erde. 1999, ISBN 3-88619-940-1)
  - Band 7: Rag and Bone. 2001 (deutsch: Die lange Nacht. 2001, ISBN 3-88619-968-1)
  - Band 8: Lies With Man. 2021

### The Children of Eve series
- The City of Palaces (2014)

### Kurzgeschichtensammlung
- Finale. 1989

### Sachbuch
- Created equal: why gay rights matter to America. 1994